# Ialyssos
Ialyssos este un oraș în Grecia. Începând cu reforma administrației locale din 2011, ea face parte din municipalitatea Rhodes, din care este o unitate municipală. Unitatea municipală are o suprafață de 16.700 km2. Este cel de-al doilea cel mai mare oraș de pe insula Rhodos. Are o populație de aproximativ 11.300 și se află la 8 kilometri vest de orașul Rhodos, capitala insulei, pe coasta de nord-vest a insulei.

## Prezentare generală
Orașul este situat în vecinătatea vechiului polis Doric din Ialysos, patria patronului vechiului boxer Diagoras din Rhodos. Unitatea municipală este formată din orașul Trianta / Ialysos și zonele înconjurătoare. În timp ce sursele oficiale utilizează Trianta ca nume pentru oraș și Ialysos pentru întreaga unitate municipală, utilizarea neoficială tind să favorizeze Ialysos pentru a descrie atât orașul modern cât și unitatea municipală.
Până la mijlocul anilor '80 Trianta / Ialysos era un sat cu o populație de aproximativ 2500 de locuitori, dar în anii următori populația a crescut la un oficial de 10107 la recensământul din 2001, deoarece într-o măsură mai mare a devenit un cartier suburban al orașului Rhodos . Ialysos a devenit, în plus, o destinație turistică, cu câteva hoteluri și stațiuni situate pe coastă, în special în noua așezare din Ixia, situată între orașele Ialysos și Rhodos. Fiind pe coasta nord-vestică a insulei, în mod obișnuit, este de asemenea o locație cunoscută pentru surfingul eolian. Unitatea municipală are o suprafață de 16.700 de kilometri pătrați (6.448 km mi), cea mai mică din Rhodos.

## Educație
Facilități de stat după categorie:
- Învățământul primar: 3 școli primare
- Învățământul secundar: 1 liceu și 1 liceu

## Sport

### Fotbal
Echipa de fotbal a orașului GAS Ialysos concurează în prezent la nivel național la nivel terț (Gamma Ethniki), în timp ce în anii 90 echipa a concurat chiar și la Beta Ethniki (acum Liga de Fotbal), pierzând promovarea în topul Greciei în sezonul 1994-95.

### Baschet
GAS Ialysos concurează în prezent în liga locală, dar în trecut a ajuns în liga națională C.

### Locuri sportive
Stadionul municipal "Ekonomideio" găzduiește fotbalul și baschetul din sala de interior Ialysos.